# 乌克兰总督辖区库邦
库邦（烏克蘭語：карбованець，karbovanets，又译为卡尔伯瓦聂兹），纳粹德国乌克兰总督辖区在1942年至1945年间发行流通的货币。每库邦分为100戈比，但并无低于1库邦的货币发行。

## 名称与语源
在乌克兰语中，乌克兰库邦的单位有单复数变化，单数是（karbovanets），2到4的金额后使用复数（karbovantsi），5以上的金额后使用复数（karbovantsiv）。早在俄罗斯帝国被推翻后的1918年，乌克兰近代历史上第一个民族国家乌克兰人民共和国曾在1918年至1920年间以为单位发行货币；同时该单位也是金卢布和苏联卢布在乌克兰语中的称谓。
有说法认为一词源自于乌克兰语的，意为（在树上）刻痕，指通过在棍子上刻画凹槽来计算债务的古老方法；也有说法认为该词产生于18世纪，当时卢布硬币的币边均为都是齿状（карбами）的，因此被称为；还有资料称该词意为币边带刻痕的硬币，源自（雕刻） :195。在《俄语详解词典》中，不仅具有卢布银币的含义，还可以指“硬币，尤其是银币和一卢布硬币”。
该单位的中文名“库邦”源自于乌克兰脱离苏联独立后于1992年再次发行的以“карбованець”为单位的货币，由于其单位也被称为（kupon），因而中文中将该单位翻译为“库邦”。

## 发行与流通
1942年3月5日，占领乌克兰的纳粹德国当局在罗夫诺建立乌克兰中央银行（德語：Zentralnotenbank Ukraine），并从1942年3月开始在乌克兰发行库邦纸币，有从1到500共9种不同的面额。据估计，乌克兰中央银行至少发行了120亿库邦。在被德国占领的乌克兰西部和中部与德国帝国马克纸币以每10库邦=1帝国马克的比率同时流通。
纳粹德国在波蘭總督府辖区（波兰及加利西亚）和罗马尼亚占领区（敖德萨、尼古拉耶夫及德涅斯特河沿岸），以及中央集團軍和南方集團軍后方的占领区实际上并没有发行国家马克。在德军占领的乌克兰苏维埃社会主义共和国东部和俄罗斯苏维埃联邦社会主义共和国西南部地区（哈尔科夫、斯大林诺、伏罗希洛夫格勒、别尔哥罗德和沃罗涅日地区），德国货币也非常少见：因为德军仅仅是对当地进行了军事占领，民事机构并未建立，人们更习惯使用卢布。

### 乌克兰沦陷区流通货币
在纳粹德国战争期间占领的大部分苏联领土上，苏联卢布仍然是法定货币，按照10卢布=1帝国马克的比率流通。在乌克兰总督辖区，苏联金币直到1942年7月25日前均为法定货币。值得注意的是乌克兰通敌者（警察、官员及其他和德国占领当局合作者）在1941年至1942年7月间的工资往往用1937年版的苏联卢布支付。
德军在战争前线地区也使用苏联卢布，因此前线两侧均使用苏联卢布，而德方一侧的物价通常远高于苏方一侧，因此每当苏联收复一个地区，当地物价便会大幅下降。

## 纸币
| 票样 | 票样 | 面额（库邦） | 尺寸（mm） | 主色调         | 说明 | 说明 | 说明               | 日期      | 日期     |
| 正面 | 背面 | 面额（库邦） | 尺寸（mm） | 主色调         | 正面 | 背面 | 水印               | 始发日期  | 废止日期 |
| ---- | ---- | ------------ | ---------- | -------------- | --- | --- | ------------------ | --------- | -------- |
|      |      | 1            | 93×48      | 橄榄色 棕色    | 票面文字均为德语，包括面额、发行日期、银行名、行长签名；行长签名右侧为银行印章；1库邦以上右侧有人物肖像。 | 中央和四角为阿拉伯数字面额；正上方为德语银行名，其下是德语面额；正下方是乌克兰语银行名，其上是乌克兰语面额；左右为德语和乌克兰语的防伪警告 | 网格，50库邦为蘑菇 | 1943年    | 1944年底 |
|      |      | 2            | 120×55     | 灰色 淡紫色    | 票面文字均为德语，包括面额、发行日期、银行名、行长签名；行长签名右侧为银行印章；1库邦以上右侧有人物肖像。 | 中央和四角为阿拉伯数字面额；正上方为德语银行名，其下是德语面额；正下方是乌克兰语银行名，其上是乌克兰语面额；左右为德语和乌克兰语的防伪警告 | 网格，50库邦为蘑菇 | 1942年4月 | 1944年底 |
|      |      | 5            | 130×60     | 橘色 棕色 紫色 | 票面文字均为德语，包括面额、发行日期、银行名、行长签名；行长签名右侧为银行印章；1库邦以上右侧有人物肖像。 | 中央和四角为阿拉伯数字面额；正上方为德语银行名，其下是德语面额；正下方是乌克兰语银行名，其上是乌克兰语面额；左右为德语和乌克兰语的防伪警告 | 网格，50库邦为蘑菇 | 1942年4月 | 1944年底 |
|      |      | 10           | 150×68     | 红色 棕色      | 票面文字均为德语，包括面额、发行日期、银行名、行长签名；行长签名右侧为银行印章；1库邦以上右侧有人物肖像。 | 中央和四角为阿拉伯数字面额；正上方为德语银行名，其下是德语面额；正下方是乌克兰语银行名，其上是乌克兰语面额；左右为德语和乌克兰语的防伪警告 | 网格，50库邦为蘑菇 | 1942年4月 | 1944年底 |
|      |      | 20           | 165×75     | 橄榄色 紫色    | 票面文字均为德语，包括面额、发行日期、银行名、行长签名；行长签名右侧为银行印章；1库邦以上右侧有人物肖像。 | 中央和四角为阿拉伯数字面额；正上方为德语银行名，其下是德语面额；正下方是乌克兰语银行名，其上是乌克兰语面额；左右为德语和乌克兰语的防伪警告 | 网格，50库邦为蘑菇 | 1942年4月 | 1944年底 |
|      |      | 50           | 173×85     | 绿色           | 票面文字均为德语，包括面额、发行日期、银行名、行长签名；行长签名右侧为银行印章；1库邦以上右侧有人物肖像。 | 中央和四角为阿拉伯数字面额；正上方为德语银行名，其下是德语面额；正下方是乌克兰语银行名，其上是乌克兰语面额；左右为德语和乌克兰语的防伪警告 | 网格，50库邦为蘑菇 | 1942年4月 | 1944年底 |
|      |      | 100          | 179×93     | 蓝色 天蓝色    | 票面文字均为德语，包括面额、发行日期、银行名、行长签名；行长签名右侧为银行印章；1库邦以上右侧有人物肖像。 | 中央和四角为阿拉伯数字面额；正上方为德语银行名，其下是德语面额；正下方是乌克兰语银行名，其上是乌克兰语面额；左右为德语和乌克兰语的防伪警告 | 网格，50库邦为蘑菇 | 1942年4月 | 1944年底 |
|      |      | 200          | 182×98     | 棕色 橄榄色    | 票面文字均为德语，包括面额、发行日期、银行名、行长签名；行长签名右侧为银行印章；1库邦以上右侧有人物肖像。 | 中央和四角为阿拉伯数字面额；正上方为德语银行名，其下是德语面额；正下方是乌克兰语银行名，其上是乌克兰语面额；左右为德语和乌克兰语的防伪警告 | 网格，50库邦为蘑菇 | 1942年4月 | 1944年底 |
|      |      | 500          | 186×104    | 紫色 蓝紫色    | 票面文字均为德语，包括面额、发行日期、银行名、行长签名；行长签名右侧为银行印章；1库邦以上右侧有人物肖像。 | 中央和四角为阿拉伯数字面额；正上方为德语银行名，其下是德语面额；正下方是乌克兰语银行名，其上是乌克兰语面额；左右为德语和乌克兰语的防伪警告 | 网格，50库邦为蘑菇 | 1942年4月 | 1944年底 |

## 备注
1. ↑  现代的俄罗斯卢布在乌克兰语中称[2]